# 亨利·柏格森广场
48°52′34″N 2°19′16″E / 48.87613°N 2.321098°E
亨利·柏格森广场（Place Henri-Bergson）是巴黎第八区的一个广场，毗邻 rue de Laborde和 avenue César-Caire，以及马塞尔·帕尼奥尔广场。

## 名称
亨利·柏格森广场得名于哲学家亨利·柏格森 (1859-1941)

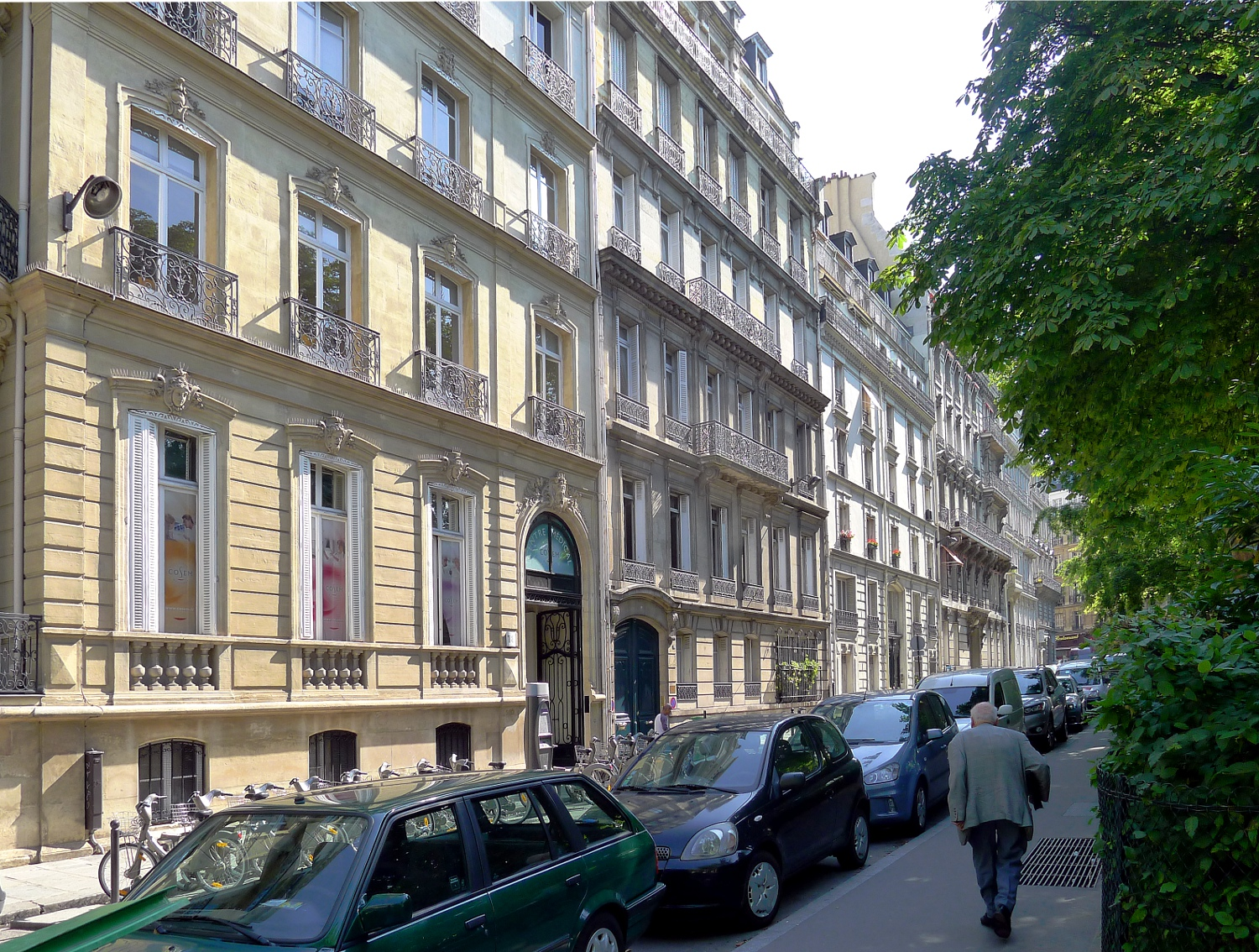

## 建筑

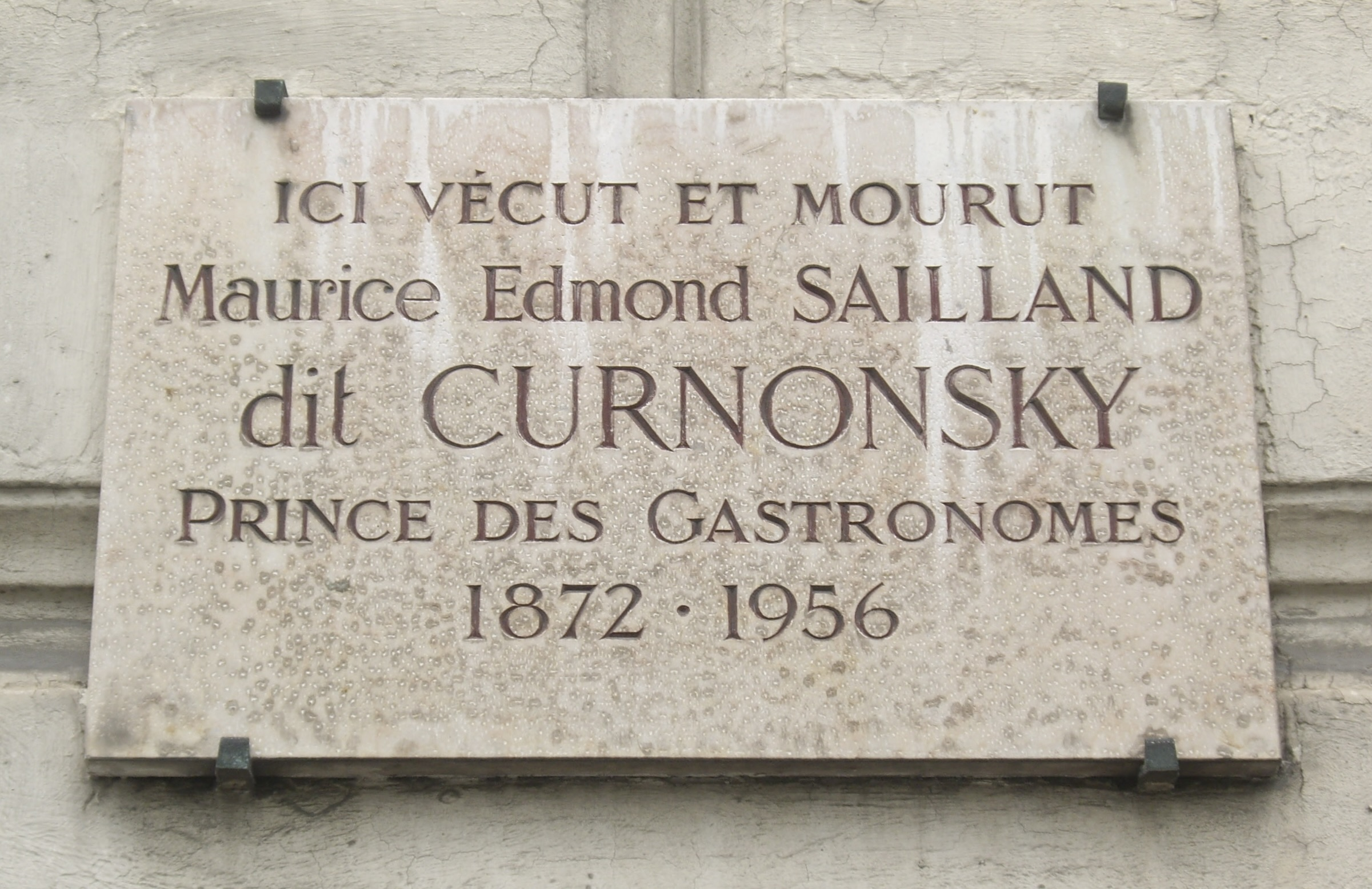
14号

- 14号[1][2][3][4].
- 18号